# Свесса
Свесса (укр. Свеса) — посёлок Шосткинского района Сумской области Украины.
Орган местного самоуправления — Свесский поселковый совет, в который не входят другие населённые пункты.

## Географическое положение
Посёлок городского типа Свесса находится на берегу одноимённой реки. На расстоянии в 1 км расположены сёла Орловка и Шевченково. К посёлку примыкает большой лесной массив — урочище Кривые Речки (берёза, сосна).

## Происхождение названия
Интересное звукосочетание в названии поселка имеет несколько версий. Одна из них происходит от слова «всь», что означает небольшое поселение, жители которого назывались соответственно «весянами». По другой версии название «Звиса, Свиса» связана с местом расположения поселения. Оно расположено на крутом правом берегу реки, которая того времени вплотную протекала под известковым берегом, поэтому поселение будто «свисало» над рекой и болотистой местностью, что и породило название поселения «Свисса» с последующей редакцией название «Свесса».

## История
Местность, на которой расположена Свесса, была заселена в давние времена — здесь обнаружено поселение времени позднего неолита (III тыс. до н. э.).
Поселение возникло в 1670-е годы. Хутор Свесса впервые упоминается во второй половине XVII в., когда гетман Иван Самойлович подарил её своему зятю Ю. Четвертинскому. С 1765 года Свесса находилась во владении помещиков Неплюевых, которые окончательно закрепостили крестьян.
В 1782 году хутор вошёл в состав Глуховского уезда Новгород-Северского наместничества.
В 1853 году в дополнение к винокурне здесь были построены сахарный завод и завод для выжигания извести, которые принадлежали Н. Неплюеву. Будучи заинтересованным в увеличении количества рабочих рук на свесских заводах, Неплюев переселил сюда крестьян из других своих имений.
В 1859 году на волостном хуторе насчитывалось 35 дворов, проживало 198 человек.
По состоянию на 1885 год в слободе Свесса Ямпольской волости Глуховского уезда Черниговской губернии проживало 219 человек, насчитывалось 44 дворовых хозяйств, существовали: постоялый дом, часовня, лавка, водяная мельница, чугунолитейный, винокуренный и свеклосахарный заводы.
В 1893 г. здесь открыли церковно-приходскую школу, в которой обучалось 30—40 учеников. Большинство детей из-за материальной необеспеченности родителей не имело возможности посещать школу. С 10—12 лет они шли работать на местные заводы, где широко использовался дешёвый детский труд.
По переписи 1897 года количество жителей выросло до 865 человек, из которых 813 — православной веры.
В 1938 году село получило статус посёлка городского типа.
В ходе Великой Отечественной войны с 2 октября 1941 до 3 сентября 1943 года посёлок был оккупирован немецкими войсками. Во время войны погибли 160 жителей.
После освобождения посёлка началось его восстановление. В сентябре 1943 года возобновили работу больница и средняя школа, в 1944 году было открыто ремесленное училище.
В 1954 году здесь действовали насосный завод, завод дубильных экстрактов, лесхоз, две средние школы, ремесленное училище и клуб.
В 1962 году поселок вошёл в Середино-Будский район, в 1965 году — в Шосткинский, с 1966 года он относится к Ямпольскому району.
В 1963 году при насосном заводе был открыт филиал вечернего отделения Харьковского машиностроительного техникума.
15 апреля 1975 года юго-восточнее села был создан заказник местного значения Синяя-Криница.
В 1983 году численность населения составляла 8,8 тыс. человек, здесь действовали насосный завод, завод дубильных экстрактов, лесхоззаг, комбинат бытового обслуживания, ПТУ, две средние школы, больница, Дом культуры и семь библиотек.
В январе 1989 года численность населения составляла 8890 человек.
В апреле 1995 года находившийся в посёлке аэродром был передан на баланс местных властей.
В августе 2014 года неизвестными частично был разрушен памятник В. И. Ленину.
9 февраля 2016 года Свесский поселковый председатель Дмитрий Шевченко подписал распоряжение № 14-ОД «О переименовании улиц и переулков населенного пункта», которым переименовал 21 улицу и 7 переулков:
- улица Артема была переименована в улицу Мира, Ватутина в Благодатную, Горького в Центральную, Дзержинского в Довженко, Дмитрова в Уютную, Калинина в Казацкую, Кирова в Прорезную, Комарова в Привокзальную, Коммунистическую в Софиевскую, Крупской в Терещенскую, Куйбышева в Соборную, Ленина в Грушевского, Орджоникидзе в Неплюева, Пархоменко в Прокофева, Свердлова в Кожедуба, Фрунзе в Франко, Чапаева в Победы, Щорса в Счастье, 40 лет Октября в Вишневую, Октябрьскую в Троицкую, Коцюбинского в Европейскую.
- пер. Мира, пер. Благодатный, пер. Прорезной, пер. Терещенский, пер. Прокофьева, пер. Кожедуба и пер. Счастье.[10]

Диаграмма динамики численности населения Свессы

| 1859  | 1885  | 1897  | 1923  | 1926  | 1959  | 1970  |
| ----- | ----- | ----- | ----- | ----- | ----- | ----- |
| 198   | 219   | 865   | 1 023 | 1 265 | 5 682 | 7 216 |
| 1979  | 1989  | 1992  | 1998  | 2001  | 2003  | 2004  |
| 8 706 | 8 890 | 8 900 | 8 200 | 7 758 | 7 505 | 7 404 |
| 2005  | 2006  | 2007  | 2008  | 2011  | 2012  | 2013  |
| 7 357 | 7 245 | 7 249 | 7 228 | 7 069 | 6 961 | 6 907 |

## Климат
Климат Свессы умеренно континентальный с прохладной зимой и тёплым летом.
| Показатель                                                        | Янв. | Фев. | Март | Апр. | Май  | Июнь | Июль | Авг. | Сен. | Окт. | Нояб. | Дек. | Год |
| ----------------------------------------------------------------- | ---- | ---- | ---- | ---- | ---- | ---- | ---- | ---- | ---- | ---- | ----- | ---- | --- |
| Средний суточный максимум, °C                                     | −2   | −1   | 5    | 13   | 19   | 22   | 23   | 22   | 17   | 10   | 2     | −1   | 10  |
| Средняя температура, °C                                           | −7,7 | −6,4 | −1,1 | 7,9  | 14,9 | 18,0 | 19,2 | 18,2 | 13,0 | 6,6  | 0,6   | −4,1 | 6,6 |
| Средний суточный минимум, °C                                      | −11  | −9   | −3   | −9   | 13   | 14   | 13   | 8    | 3    | −1   | −6    | −3   | −3  |
| Норма осадков, мм                                                 | 43   | 33   | 38   | 39   | 55   | 68   | 77   | 62   | 45   | 38   | 52    | 53   | 603 |
| Источник: Климатические данные Свессы на сайте «www.meteoprog.ua» |      |      |      |      |      |      |      |      |      |      |       |      |     |

## Транспорт

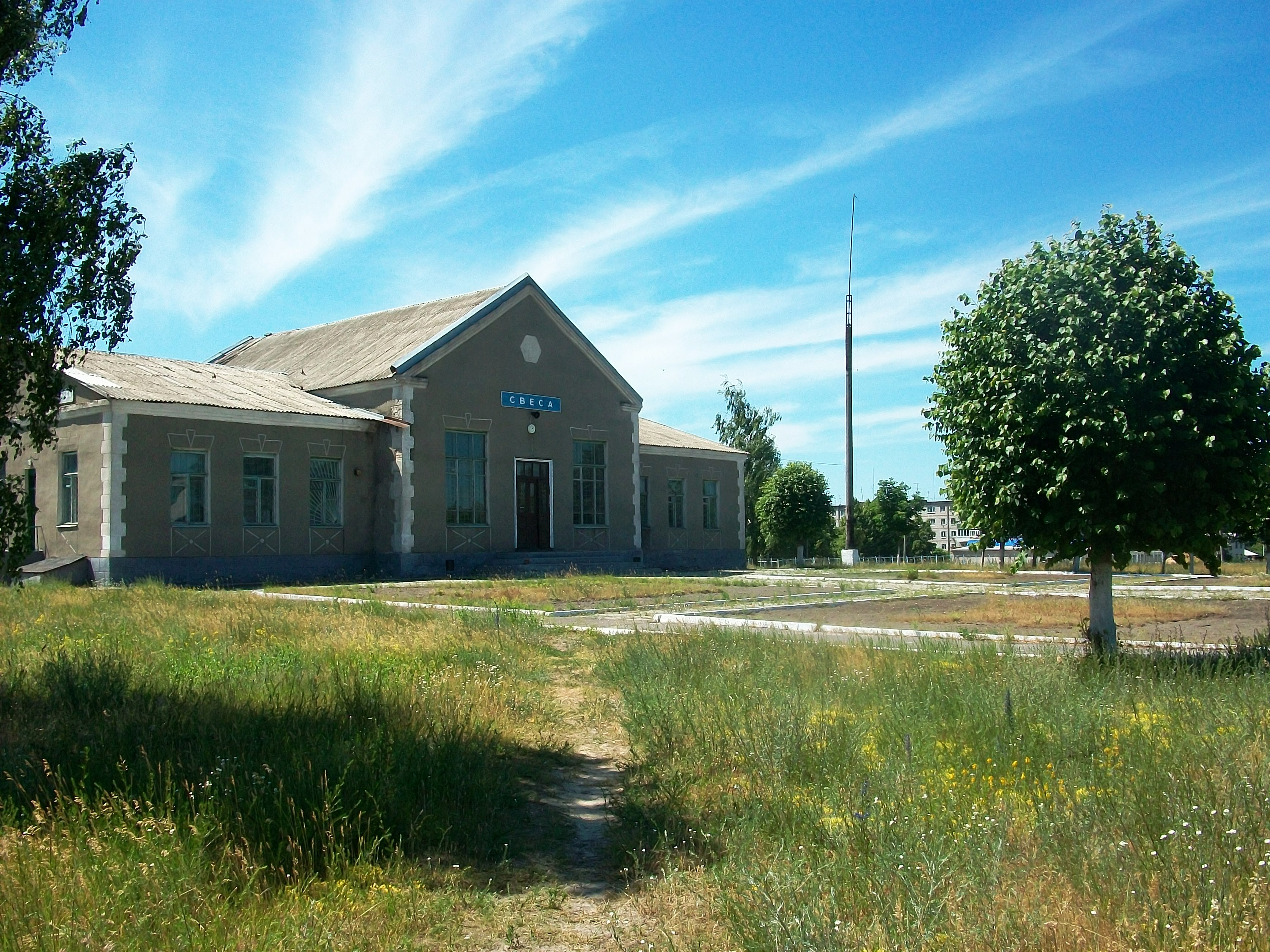
Железнодорожный вокзал, Свесса

В посёлке находится железнодорожная станция Свесса (на линии Хутор-Михайловский — Эсмань).
В 20 км от посёлка проходит автомагистраль Киев — Москва М-02E 101, а в 12 км — автодорога Середина-Буда — Береза Т-1915.
Свесса имеет регулярное автобусное сообщение (Марчихина Буда — Шостка, Княжичи- Глухов, Свесса — Шостка, Свесса — Сумы).

## Экономика
- Свесский насосный завод.
- Свесский лесхоз
- МЧП «Нектар»

## Объекты социальной сферы
- Детский сад.
- Две школы.
- Свесский профессиональный аграрный лицей.
- Профессионально-техническое училище № 3.
- Больница.
- Музыкальная школа.
- Дом культуры.

## Известные люди
- Журавлёв, Дмитрий Григорьевич — полный кавалер ордена Славы, работал в больнице посёлка.
- Милютин, Александр Антонович — профессор, доктор биологических наук, ректор МГЭУ имени А. Д. Сахарова (Минск, Беларусь). Родился в Свессе 2 августа 1950 года.[14]
- Марцив Виталий — мастера спорта (лыжные гонки), участник Чемпионатов мира 2003 и 2005 годов, участник Всемирной зимней универсиады-2005[15].
- Бабич, Вячеслав Петрович — кандидат экономических наук, доцент Киевского политехнического университета, доктор экономических наук, профессор, заведующий кафедрой Донецкого политехнического института.
- Бабич, Владимир Петрович — профессор, академик Украинской академии информатики, заслуженный экономист Украины, заведующий кафедрой планирования экономики и менеджмента Харьковского национального университета им. В. Н. Каразина
- Бабич, Валерий Петрович — доктор экономических наук, профессор. По приглашению украинской диаспоры работал в Бостонском университете (США)
- Ющенко, Виктор Иосифович — «Заслуженный машиностроитель Украины», автор 6 изобретений. Награждён знаком «Изобретатель СССР», медалями «За трудовые заслуги», «Ветеран труда»

## Галерея

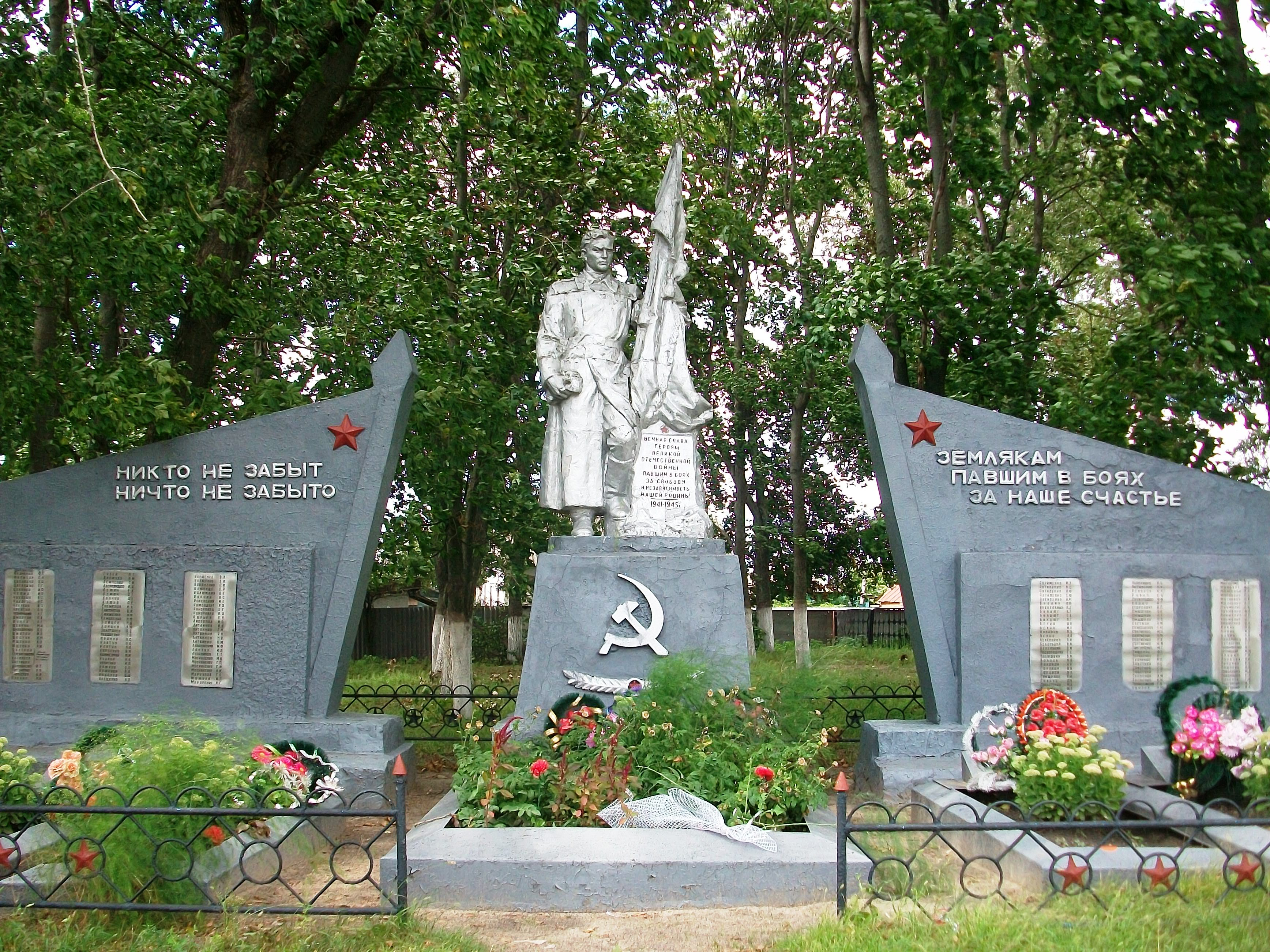
Памятник землякам погибшим в ВОВ
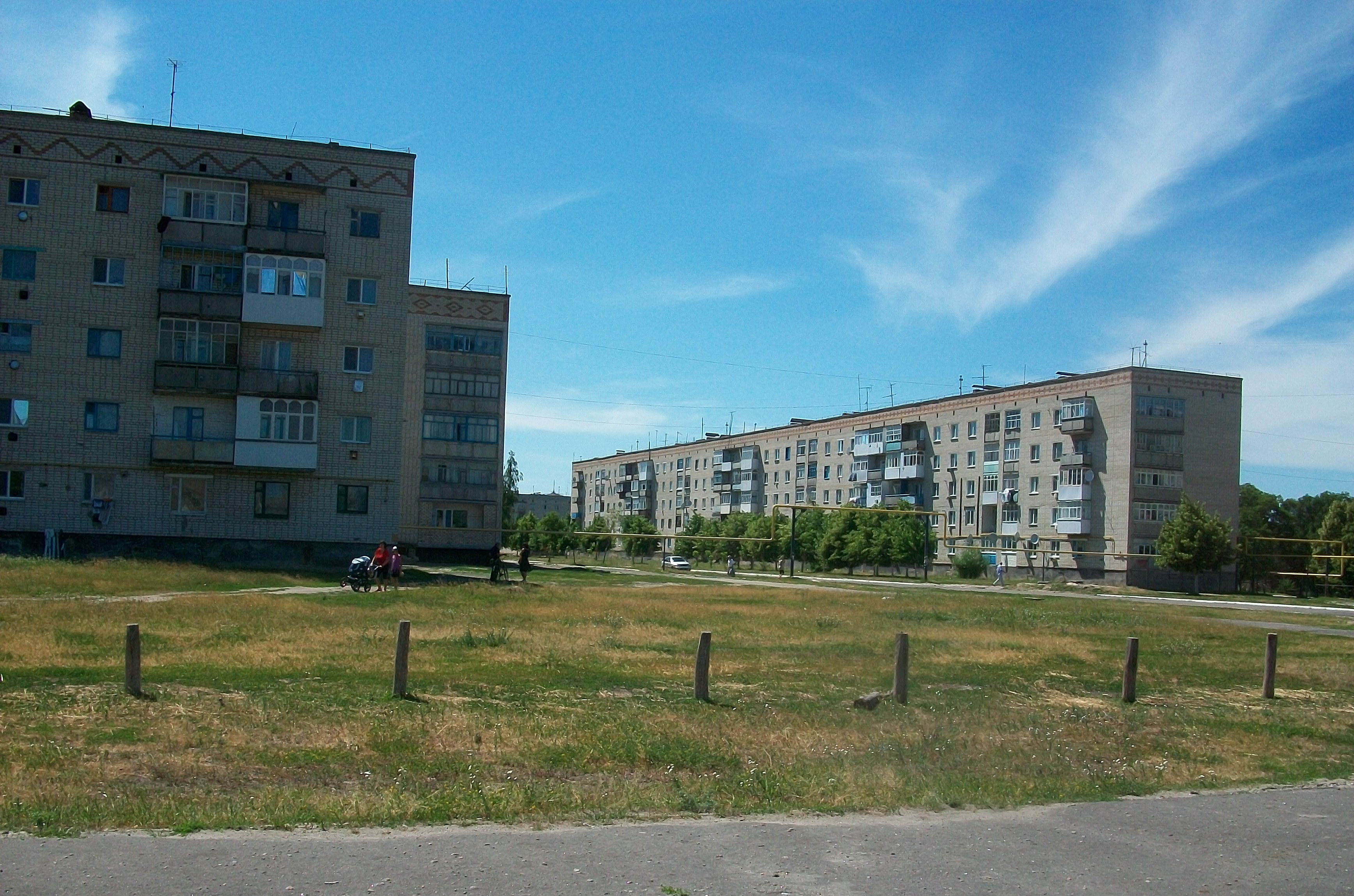
Городская застройка. Вид 1
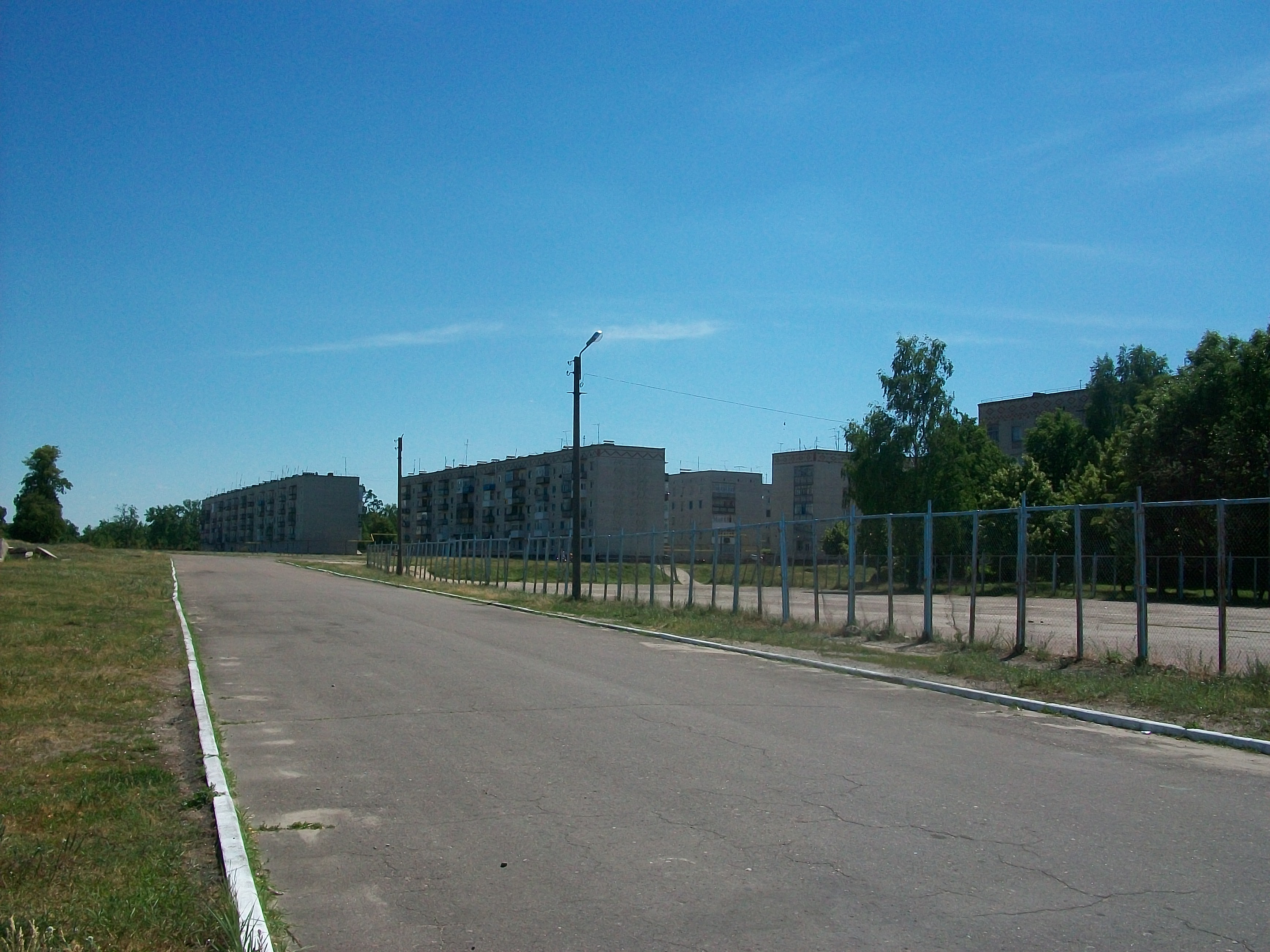
Городская застройка . Вид 2
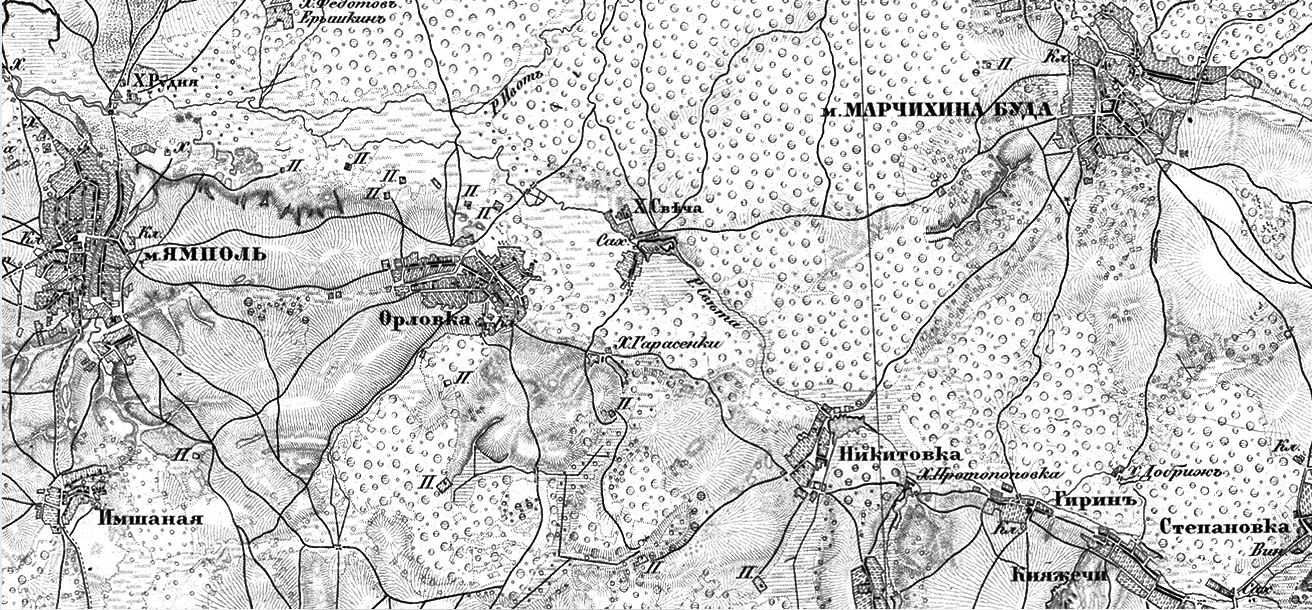
карта Свессы и окружающих населенных пунктов 1863 год.